# Нивата-кавачи
Нивата-кавачи — в Рамаяне и Махабхарате группа морских существ, потомков Прахлады (или Самхлады), получив сиддхи в дар от Брахмы, занявшая город дэвов Манимати и обладающая защитной бронёй и обширными познаниями в науках, магии и военном деле. После поражения от Арджуны они поселились в Расатале. Относятся то к дайтьям, то к данавам. Отождествляются с асурами рода пани из Ригведы, а также родами демонов калейи и хиранья-пураваси (жители Хираньяпура), либо рассматриваются как родственные категории.
В Рамаяне успешно обороняли свой подводный город от ракшасов, в Махабхарате им и калакеям противостоит Арджуна, сын Индры, наголову разгромив союзные войска. Так как название «нивата-кавачи» означает «непроницаемая для воздуха броня», нивата-кавачи популярны у уфологов, рассматривающих их как инопланетян в скафандрах или имеющих некую естественную защиту.

## В древнем эпосе

### В Рамаяне
Нивата-кавачи суровыми аскезами добились от Брахмы дарования сиддхов, то есть невероятных сверхъестественных способностей, таких как телекинез и левитация. После этого они стали кошмаром для иных существ, совершая террор из своего подводного города Манимати. Равана атаковал нивата-кавачей, но не смог победить и после вмешательства Брахмы они заключили союз.

### В Махабхарате
Индра добивался от Арджуны истребления ниватакавачей и дал ему свою колесницу и возничего Матали, от коего Арджуна получил украшения, а Индра вооружил Арджуну раковиной и небесным оружием и сказал, что под океаном живут триста миллионов дайтьев, аналогичных по виду, смелости и силе. Арджуна явился к их городу и затрубил в свою раковину, а нивата-кавачи с оружием набросились на него. Арджуна своими стрелами убивал морских врагов тысячами. Матали убедил его применить небесное оружие и таким образом разбить врагов. Самки дайтьев в страхе попрятались по руинам. Матали рассказал Арджуне, что город Манимати ранее принадлежал дэвам, но после дара Брахмы был занят дайтьями.

## Околонаучные мнения
Колтыпин полагает, что защитная броня нарастала на них, как панцирь на черепахе, так как было бы очень трудно наделать так много доспехов, что хватает на триста миллионов человек (или иных существ аналогичного размера). Нивата-кавачи активно пользовались телекинезом, телепатией и левитацией, поэтому даже если их мышечная масса была относительно невелика, а их рост (как это показано, к примеру, в балийском искусстве) меньше, чем у Арджуны, они всё же были невероятно могучи.
Нивата-кавачи отождествлены Короткевичем с каппами из японской мифологии, так как у последних упоминается панцирь, этого не исключает и Колтыпин.
Тугутов же описывал била-сварги как технократические миры, а их жителей как киборгов (по его терминологии «янтра-пуруша»), отсюда вытекает мнение, что эти существа «тянут человечество в электронный АД».
Тики с острова Нуку-Хива рассматриваются как изображения тех же самых существ.